# هوارد كلارك (لاعب غولف)
هوارد كلارك (بالإنجليزية: Howard Clark)‏ هو لاعب غولف بريطاني، ولد في 26 أغسطس 1954 في ليدز في المملكة المتحدة.

## وصلات خارجية
- هوارد كلارك على موقع رابطة أوروبا للاعبي الغولف المحترفين (الإنجليزية)
- هوارد كلارك على موقع رابطة اليابان للاعبي الغولف المحترفين (الإنجليزية)
- هوارد كلارك على موقع التصنيف العالمي الرسمي للغولف (الإنجليزية)